# Aldo Duscher
Aldo Duscher, właśc. Alvaro Pedro Duscher (ur. 22 marca 1979 w Esquel) – argentyński piłkarz grający na pozycji defensywnego pomocnika. Posiada także obywatelstwo austriackie.

## Kariera klubowa
Duscher urodził się w Patagonii w rodzinie o korzeniach austriackich. Karierę piłkarską rozpoczął w mieście Rosario, w tamtejszym klubie Newell’s Old Boys, a w argentyńskiej Primera División zadebiutował w 1996 roku. W pierwszych dwóch sezonach grał sporadycznie, ale już w sezonie 1997/1998 był podstawowym zawodnikiem Newell’s Old Boys, dla którego przez 2,5 roku rozegrał 31 spotkań i zdobył 1 gola.
Latem 1998 Duscher wyjechał do Europy, a jego pierwszym klubem na Starym Kontynencie został portugalski Sporting CP. W lidze portugalskiej zadebiutował 23 sierpnia w zremisowanym 1:1 wyjazdowym spotkaniu z Vitórią Setúbal. W Sportingu grał przez dwa lata w pierwszym składzie. W sezonie 1998/1999 lizboński klub był dopiero czwarty w lidze, ale rok później wywalczył mistrzostwo Portugalii i dotarł do finału Pucharu Portugalii.
W 2000 roku Aldo podpisał kontrakt z hiszpańskim Deportivo La Coruña – kosztował 13 milionów euro. W Primera División swój pierwszy mecz rozegrał dopiero 7 stycznia 2001 (połowę sezonu pauzował z powodu kontuzji), a „Depor” przegrało w nim 1:3 z Realem Valladolid. W tym samym roku został wicemistrzem Hiszpanii, a w 2002 roku powtórzył to osiągnięcie i zdobył też Puchar Hiszpanii. 10 kwietnia 2002 w spotkaniu Ligi Mistrzów z Manchesterem United dopuścił się faulu na Davidzie Beckhamie i złamał Anglikowi kość śródstopia. Na koniec sezonu Duscher był z Deportivo trzeci w lidze, podobnie jak w sezonie 2003/2004. Zespół z A Coruñi osiągnął też sukces w Lidze Mistrzów docierając do półfinału (ćwierćfinale wyeliminował A.C. Milan), ale w nim okazał się gorszy od późniejszego triumfatora, FC Porto. W kolejnych trzech sezonach nie osiągnął jednak z Deportivo sukcesów.
Latem 2007 Duscherowi skończył się kontrakt z Deportivo. Był bliski przejścia do Arsenalu i Manchesteru United, a z czasem zainteresowały się nim grecki AEK Ateny i Villarreal CF. Ostatecznie w lipcu 2007 Argentyńczyk został piłkarzem Racingu Santander, w którym zadebiutował 26 sierpnia w zremisowanym 0:0 meczu z FC Barcelona. Z Racingiem awansował do Pucharu UEFA.
W sierpniu 2008 roku Duscher podpisał 3-letni kontrakt z Sevillą. 31 sierpnia wystąpił w jej barwach po raz pierwszy – w meczu tym Sevilla zremisowała 1:1 z Racingiem.
W 2010 roku Duscher przeszedł do Espanyolu, a w 2011 roku został wypożyczony do Barcelony.
| Sezon   | Klub                | Kraj       | Rozgrywki        | Mecze | Bramki |
| ------- | ------------------- | ---------- | ---------------- | ----- | ------ |
| 1995/96 | Newell’s Old Boys   | Argentyna  | Primera División | 1     | 0      |
| 1996/97 | Newell’s Old Boys   | Argentyna  | Primera División | 5     | 0      |
| 1997/98 | Newell’s Old Boys   | Argentyna  | Primera División | 25    | 1      |
| 1998/99 | Sporting CP         | Portugalia | Superliga        | 27    | 3      |
| 1999/00 | Sporting CP         | Portugalia | Superliga        | 28    | 3      |
| 2000/01 | Deportivo La Coruña | Hiszpania  | Primera División | 5     | 0      |
| 2001/02 | Deportivo La Coruña | Hiszpania  | Primera División | 21    | 0      |
| 2002/03 | Deportivo La Coruña | Hiszpania  | Primera División | 31    | 0      |
| 2003/04 | Deportivo La Coruña | Hiszpania  | Primera División | 25    | 0      |
| 2004/05 | Deportivo La Coruña | Hiszpania  | Primera División | 29    | 0      |
| 2005/06 | Deportivo La Coruña | Hiszpania  | Primera División | 31    | 0      |
| 2006/07 | Deportivo La Coruña | Hiszpania  | Primera División | 15    | 0      |
| 2007/08 | Racing Santander    | Hiszpania  | Primera División | 34    | 5      |
| 2008/09 | Sevilla FC          | Hiszpania  | Primera División | 27    | 0      |
| 2009/10 | Sevilla FC          | Hiszpania  | Primera División | 10    | 0      |
| 2010/11 | RCD Espanyol        | Hiszpania  | Primera División | 18    | 0      |
| 2011/12 | Barcelona SC        | Ekwador    | Serie A          |       |        |

## Kariera reprezentacyjna
W reprezentacji Argentyny Duscher zadebiutował 9 lutego 2005 roku za selekcjonerskiej kadencji José Pekermana w zremisowanym 2:2 towarzyskim spotkaniu z Niemcami, rozegranym w Düsseldorfie.